# 高公镇
高公镇，是中华人民共和国安徽省亳州市涡阳县下辖的一个乡镇级行政单位。

## 行政区划
高公镇下辖以下地区：
高公社区、镇北社区、河北村、五里靳村、三合村、木营村、黄祖庙村、天庙村、姚楼村、宗郢村和三兴村。